# Vladimir Belov (joueur d'échecs)
Pour les articles homonymes, voir Belov et Vladimir Belov.
Vladimir Belov (en russe Владимир Сергеевич Белов, né le 6 août 1984 à Kirjatch, dans l'oblast de Vladimir en Russie) est un joueur d'échecs, grand maître international russe.

## Palmarès
Vladimir Belov remporte le tournoi de Hastings en 2003, et il devient champion de la ville de Moscou en 2007.
En janvier 2004, il a également terminé à la troisième place de l'open 300 à Saint-Pétersbourg, aux côtés d'Aleksandr Arechtchenko, d'Andreï Chariazdanov et de Spartak Vysotchine.
Lors de la Coupe du monde d'échecs 2007, Belov battit Aleksandr Khalifman au premier tour puis perdit au deuxième tour contre Dmitri Iakovenko.

## Activités échiquéennes
Vladimir Belov est l'auteur d'un site sur le jeu d'échecs.